# Resolutie 484 Veiligheidsraad Verenigde Naties
Resolutie 484 van de Veiligheidsraad van de Verenigde Naties  werd unaniem aangenomen op 19 december 1980, als laatste VN-Veiligheidsraadsresolutie van dat jaar. De resolutie vroeg Israël voor de derde keer een aantal Palestijnse functionarissen die het had uitgewezen uit de in 1967 bezette Westelijke Jordaanoever te laten terugkeren.

## Achtergrond
In 1967 vocht Israël de Zesdaagse Oorlog uit tegen Egypte, Syrië en Jordanië. Tijdens die oorlog bezette Israël grondgebied van de drie tegenstanders: de Golanhoogten in Syrië, de Westelijke Jordaanoever die in 1948 door Jordanië was geannexeerd en in 1947 door de VN werd beschouwd als grondgebied van een te vormen Arabische staat, Oost-Jeruzalem met onder meer de Oude Stad die eveneens door Jordanië was geannexeerd en door de VN bestempeld als internationaal gebied) en ten slotte de Gazastrook en het schiereiland Sinaï van Egypte. Vervolgens verschenen de Israëlische nederzettingen in de bezette gebieden, waaraan de Palestijnen steeds meer grondgebied verloren. Sindsdien werd alleen de Sinaï − na vredesoverleg met Egypte − in 1982 teruggegeven. De Joodse nederzettingen aldaar werden ontruimd.
In mei 1980 zette Israël de burgemeesters van Hebron en Halhul op de Westelijke Jordaanoever het land uit. Israël beschuldigde hen van aanzetten tot haat jegens Joodse kolonisten in het gebied na een terreuraanslag op Joodse studenten in Hebron op 2 mei.

## Inhoud
De Veiligheidsraad:
- Herinnert aan de resoluties 468 en 469.
- Neemt akte van resolutie 35/122 F van de Algemene Vergadering.
- Is erg bezorgd om de uitwijzing van de burgemeesters van Hebron en Halhul door Israël.

1. Herbevestigt de toepasbaarheid van de Geneefse Conventie betreffende de Bescherming van Burgers tijdens Oorlogstijd in de bezette gebieden.
2. Roept Israël als bezetter op de Conventie na te leven.
3. Verklaart het noodzakelijk dat de burgemeesters van Hebron en Halhoul kunnen terugkeren en hun verantwoordelijkheden hernemen.
4. Vraagt secretaris-generaal Kurt Waldheim zo snel mogelijk te rapporteren over de uitvoering van deze resolutie.

## Verwante resoluties
- Resolutie 468 Veiligheidsraad Verenigde Naties
- Resolutie 469 Veiligheidsraad Verenigde Naties

Lijst ·  462 ·  463 ·  464 ·  465 ·  466 ·  467 ·  468 ·  469 ·  470 ·  471 ·  472 ·  473 ·  474 ·  475 ·  476 ·  477 ·  478 ·  479 ·  480 ·  481 ·  482 ·  483 ·  484